# Горбунов, Дмитрий Иванович
Дмитрий Иванович Горбунов (1924-1944) — старший сержант Рабоче-крестьянской Красной Армии, участник Великой Отечественной войны, Герой Советского Союза (1945).

## Биография
Дмитрий Горбунов родился 24 октября 1924 года в деревне Бишево (ныне — Апастовский район Татарстана) в семье крестьянина. Окончил неполную среднюю школу, одновременно работал в колхозе, позднее переехал в Казань, где окончил школу фабрично-заводского ученичества, работал слесарем на военном заводе. В июне 1942 года он был призван на службу в Рабоче-крестьянскую Красную Армию и направлен на фронт Великой Отечественной войны. К июню 1944 года старший сержант Дмитрий Горбунов командовал взводом 136-го стрелкового полка 97-й стрелковой дивизии 5-й армии 3-го Белорусского фронта. Отличился во время освобождения Белорусской и Литовской ССР.
Со своим взводом Горбунов принимал активное участие в переправе и захвате плацдармов на реках Суходровка, Березина и Ошмянка. В боях за Вильнюс на одном из зданий в центре города он водрузил красный флаг. 28 июля 1944 года Горбунов погиб в бою на подступах к Каунасу. Похоронен в Каунасе на воинском кладбище.
Указом Президиума Верховного Совета СССР от 24 марта 1945 года за «образцовое выполнение боевых заданий командования на фронте борьбы с немецкими захватчиками и проявленные при этом мужество и героизм» старший сержант Дмитрий Горбунов посмертно был удостоен высокого звания Героя Советского Союза. Также был награждён орденами Ленина, Красного Знамени и медалью.

## Награды и звания
- Герой Советского Союза
- Орден Ленина
- Орден Красного Знамени
- Медали

## Память
- 7 июля 1975 года неподалеку от места подвига группы автоматчиков возле д. Нарбуты (Ошмянский район), был поставлен памятник.
- В Ошмянах, начиная с ноября 1975 года, проводились соревнования по мотоспорту на приз имени Дмитрия Горбунова.
- На родине, в Бишево установлен памятник Горбунову и названа в его честь улица[1].